# Clandestino a Trieste
Clandestino a Trieste è un film del 1951 diretto da Guido Salvini.

## Trama
Trieste. Un giovane ufficiale dell'aviazione italiana, Giulio, viene ingiustamente accusato di aver affondato una nave-ospedale, ma con l'aiuto di una giovane donna, Marcella, riesce a dimostrare la propria innocenza e ad uscire dall'angosciosa situazione.